# Europese kampioenschappen veldrijden 2015
De Europese kampioenschappen veldrijden 2015 waren de 13de editie van de Europese kampioenschappen veldrijden georganiseerd door de UEC. Het kampioenschap vond plaats op 7 november 2015 in het Nederlandse Huijbergen. Voor het eerst waren ook de mannen (elite) onderdeel van dit kampioenschap.
Het kampioenschap bestond uit de volgende categorieën:
| • Mannen elite (23 jaar en ouder)   | 0000 1993 en ouder |
| • Mannen beloften (19 t/m 22 jaar)  | 0000 1994 - 1997   |
| • Jongens junioren (17 t/m 18 jaar) | 0000 1998 - 1999   |
|                                     |                    |
| • Vrouwen elite (23 jaar en ouder)  | 0000 1993 en ouder |
| • Vrouwen beloften (17 t/m 22 jaar) | 0000 1994 - 1999   |

## Belgische en Nederlandse selectie

### België
- Mannen elite − Jens Adams, Tom Meeusen, Tim Merlier, Sven Nys, Kevin Pauwels, Rob Peeters, Diether Sweeck, Laurens Sweeck, Wout van Aert, Dieter Vanthourenhout, Michael Vanthourenhout en Gianni Vermeersch
- Vrouwen elite − Sanne Cant, Loes Sels, Ellen Van Loy, Karen Verhestraeten en Jolien Verschueren
- Mannen beloften − Berne Vankeirsbilck, Yorben Van Tichelt, Yannick Peeters, Jelle Schuermans, Elias Van Hecke, Quinten Hermans, Daan Hoeyberghs, Eli Iserbyt, Thijs Aerts, Nicolas Cleppe, Jonas Degroote en Kobe Goossens
- Vrouwen beloften − Femke Van den Driessche en Laura Verdonschot
- Jongens junioren − Gianni Siebens, Toon Vandebosch, Victor Vandebosch, Florian Vermeersch, Andreas Goeman, Jappe Jaspers, Tijl Pauwels, Seppe Rombouts, Alex Colman, Jari De Clercq, Alessio Dhoore en Jarne Driesen[1]

Bondscoach: Rudy De Bie

### Nederland
- Mannen elite − Thijs van Amerongen, Twan van den Brand, Lars van der Haar, Corné van Kessel. Stan Godrie, David van der Poel en Niels Wubben
- Vrouwen elite − Linda ter Beek, Bianca van den Hoek, Sophie de Boer en Thalita de Jong
- Mannen beloften − Joris Nieuwenhuis, Martijn Budding, Sieben Wouters, Maik van der Heijden, Gosse van der Meer en Richard Jansen
- Vrouwen beloften − Fleur Nagengast, Yara Kastelijn, Lizzy Witlox, Maud Kaptheijns, Manon Bakker, Inge van der Heijden en Esmee Oosterman
- Jongens junioren − Jens Dekker, Mitch Groot, Thijs Wolsink, Thymen Arensman en Marino Noordam[2]

Bondscoach: Johan Lammerts

## Medailleoverzicht
| Categorie        | Goud              | Goud     | Zilver             | Zilver | Brons              | Brons  |
| Mannen           | Mannen            | Mannen   | Mannen             | Mannen | Mannen             | Mannen |
| ---------------- | ----------------- | -------- | ------------------ | ------ | ------------------ | ------ |
| Mannen elite     | Lars van der Haar | 1u02'29" | Wout van Aert      | + 19"  | Kevin Pauwels      | + 39"  |
| Mannen beloften  | Quinten Hermans   | 49'59"   | Daan Hoeyberghs    | + 24"  | Eli Iserbyt        | + 39"  |
| Jongens junioren | Jens Dekker       | 44'59"   | Mitch Groot        | + 15"  | Thomas Bonnet      | + 42"  |
| Vrouwen          |                   |          |                    |        |                    |        |
| Vrouwen elite    | Sanne Cant        | 41'12"   | Jolien Verschueren | + 8"   | Nikki Harris       | + 14"  |
| Vrouwen beloften | Maud Kaptheijns   | 43'03"   | Alice Arzuffi      | + 7"   | Jana Czeczinkarová | + 21"  |

## Resultaten

### Mannen elite
| Plaats                  | Naam                   | Tijd     |
| ----------------------- | ---------------------- | -------- |
| Europeese kampioenstrui | Lars van der Haar      | 1u02'29" |
| Zilver                  | Wout van Aert          | + 19"    |
| Brons                   | Kevin Pauwels          | + 39"    |
| 4                       | Michael Vanthourenhout | + 56"    |
| 5                       | Julien Taramarcaz      | + 1'20"  |
| 6                       | Thijs van Amerongen    | + 1'33"  |
| 7                       | Laurens Sweeck         | + 1'51"  |
| 8                       | Corné van Kessel       | + 2'08"  |
| 9                       | Radomír Šimůnek        | + 2'13"  |
| 10                      | Tim Merlier            | + 2'21"  |

### Vrouwen elite
| Plaats                  | Naam                | Tijd    |
| ----------------------- | ------------------- | ------- |
| Europeese kampioenstrui | Sanne Cant          | 41'12"  |
| Zilver                  | Jolien Verschueren  | + 8"    |
| Brons                   | Nikki Harris        | + 14"   |
| 4                       | Pavla Havlíková     | + 26"   |
| 5                       | Ellen Van Loy       | + 1'07" |
| 6                       | Thalita de Jong     | + 1'41" |
| 7                       | Helen Wyman         | + 1'48" |
| 8                       | Sophie de Boer      | + 2'07" |
| 9                       | Loes Sels           | + 2'37" |
| 10                      | Martina Mikulášková | + 3'14" |

### Mannen beloften
| Plaats                  | Naam             | Tijd    |
| ----------------------- | ---------------- | ------- |
| Europeese kampioenstrui | Quinten Hermans  | 49'59"  |
| Zilver                  | Daan Hoeyberghs  | + 24"   |
| Brons                   | Eli Iserbyt      | + 39"   |
| 4                       | Thijs Aerts      | + 47"   |
| 5                       | Martijn Budding  | + 53"   |
| 6                       | Adam Ťoupalík    | + 1'03" |
| 7                       | Clément Russo    | + 1'18" |
| 8                       | Jonas Degroote   | + 1'36" |
| 9                       | Gioele Bertolini | z.t.    |
| 10                      | Lucas Dubau      | + 1'46" |

### Vrouwen beloften
De titel van aanvankelijke winnares Femke Van den Driessche werd ingetrokken, nadat ze tijdens het wereldkampioenschap veldrijden in Zolder werd betrapt met een motortje in haar fiets. Maud Kaptheijns schoof door naar goud.
| Plaats                  | Naam               | Tijd    |
| ----------------------- | ------------------ | ------- |
| Europeese kampioenstrui | Maud Kaptheijns    | 43'03"  |
| Zilver                  | Alice Arzuffi      | + 7"    |
| Brons                   | Jana Czeczinkarová | + 21"   |
| 4                       | Jessica Lambracht  | + 50"   |
| 5                       | Esmee Oosterman    | + 1'50" |
| 6                       | Yara Kastelijn     | + 1'59" |
| 7                       | Chiara Teocchi     | + 2'01" |
| 8                       | Laura Verdonschot  | z.t.    |
| 9                       | Nikola Nosková     | z.t.    |

### Jongens junioren
| Plaats                  | Naam               | Tijd    |
| ----------------------- | ------------------ | ------- |
| Europeese kampioenstrui | Jens Dekker        | 44'59"  |
| Zilver                  | Mitch Groot        | + 15"   |
| Brons                   | Thomas Bonnet      | + 42"   |
| 4                       | Florian Vermeersch | + 1'02" |
| 5                       | Thymen Arensman    | + 1'04" |
| 6                       | Kevin Kuhn         | + 1'16" |
| 7                       | Gianni Siebens     | + 1'26" |
| 8                       | Tom Pidcock        | z.t.    |
| 9                       | Quentin Navarro    | z.t.    |
| 10                      | Alex Colman        | + 1'27" |

## Medaillespiegel
| Plaats | Land                | Goud | Zilver | Brons | Totaal |
| 1      | Nederland           | 3    | 1      | 0     | 4      |
| 2      | België              | 2    | 3      | 2     | 7      |
| 3      | Italië              | 0    | 1      | 0     | 1      |
| 4      | Frankrijk           | 0    | 0      | 1     | 1      |
| 4      | Verenigd Koninkrijk | 0    | 0      | 1     | 1      |
| 4      | Tsjechië            | 0    | 0      | 1     | 1      |
| Totaal | Totaal              | 5    | 5      | 5     | 15     |

## Reglementen

### Landenquota
Nationale federaties mochten per categorie het volgende aantal deelnemers inschrijven:
- 12 rijders + 2 reserve rijders

Daarnaast ontvingen de uittredend Europese kampioenen een persoonlijke startplaats, mits zij nog startgerechtigd waren in de betreffende categorie.

## Organisatie
De organisatie had een éénmalige bijdrage van € 30.000 ontvangen van de gemeente Woensdrecht, ten behoeve van de organisatie van het evenement.
Kampioenschappen:  Wereldkampioenschappen · 
 Europese kampioenschappen · 
 Belgische kampioenschappen · 
 Nederlandse kampioenschappen
Klassementen:  Wereldbeker · 
 Superprestige · 
 Bpost bank trofee · 
 EKZ CrossTour · 
 TOI TOI Cup · 
 Coupe de France
 National Trophy Series · 
 Giro d'Italia Ciclocross
Overig:  Soudal Classics
2003 · 
2004 · 
2005 · 
2006 · 
2007 · 
2008 · 
2009 · 
2010 · 
2011 · 
2012 · 
2013 · 
2014 · 
2015 · 
2016 · 
2017 · 
2018 · 
2019 · 
2020 · 
2021 ·
2022 ·
2023 ·
2024 ·
2025 ·
2026